# Кюн, Зигфрид (режиссёр)
Зигфрид Кюн (нем. Siegfried Kühn; род. 14 марта 1935, Бреслау, Нижняя Силезия) — немецкий режиссёр театра и кино.

## Биография
Родился в 1935 году в Бреслау. Детство провёл в деревне в Силезии со своей бабушкой, что позже отразил в своем фильме «Детство».
С 1947 года жил со своей матерью и отчимом в западном секторе Берлина, но после окончания школы в 1950 году переехал в Эйслебен в ГДР, где начал работать в горнодобывающей промышленности. Заочно выучился на горного инженера и в 1955—1956 годах работал по специальности, затем был редактором берлинского издательства технической литературы «Technik».
В 1958 году поступил изучать режиссуру в Немецкой высшей школе кинематографических искусств в Потсдаме-Бабельсберге.
Был направлен на учёбу в Москву во ВГИК, где учился у Сергея Герасимова, где его сокурсником и другом был Андреем Кончаловским.
В Москве на «Мосфильме» снял свой первый фильм «Они не пройдут» (1965).
С 1965 по 1966 год работал режиссёром в Театре сатиры в Москве, где, в частности, поставил «Процесс Ричарда Уэверли» Рольфа Шнайдера.
В 1967 году вернулся в ГДР и на десять лет посвятил себя театральной работе в Немецком театре, некоторое время работал ассистентом у Бенно Бессона.
С 1967 года — режиссёр художественных фильмов на киностудии «DEFA», также был автором или соавтором сценария большинства своих фильмов.
Из-за событий 1989 года съёмки его очередного фильма были остановлены. До закрытия киностудии в 1992 году снял ещё два фильма.
После, уже в объединённой Германии, к режиссуре больше не возвращался. Занимается литературной деятельностью.
Весной 2020 года по приглашению своего однокурсника по ВГИКу Николая Губенко прилетел в Москву ставить в театре «Содружество актеров Таганки» спектакль «Карьера Артуро Уи» Бертольда Брехта, однако реализация планов задержалась — длительные репетиции были сорваны начавшейся пандемией, а летом Губенко умер. Тем не менее, в октябре 2020 года спектакль был поставлен.

## Личная жизнь
Будучи студентом во ВГИКе, был влюблён в сокурсницу Галину Польских:

— Дважды до потери сознания был влюблён в русских женщин. Хотел даже оставить семью, чтобы жениться на одной из них, актрисе. Ее звали Галина. Познакомились в Москве во время нашей учёбы, а потом встретились в Германии, где она снималась. И безумные чувства вспыхнули вновь. Любовь к Гале — самое сложное испытание в моей жизни.— Зигфрид Кюн
С 1963 по 1980 год был женат на сценаристе Регине Кюн.
С 1991 по 2007 год — на актрисе Катрин Сасс.
С 2010 года живёт со своей третьей женой Ирмой Грефте.

## Награды и признание
- 1971 — Премия имени Генриха Грайфа 1-й степени за фильм «В силовом поле».
- 1972 — Премия имени Генриха Грайфа 2-й степени за фильм «Время аистов».

## Фильмография
Режиссёр художественных фильмов:
- 1965 — Они не пройдут (СССР)
- 1969 — В силовом поле / Im Spannungsfeld
- 1971 — Время аистов / Zeit der Störche
- 1973 — Вторая жизнь Фридриха Вильгельма Георга Платова / Das zweite Leben des Friedrich Wilhelm Georg Platow
- 1974 — Родственные натуры / Wahlverwandtschaften
- 1977 — По пути к Атлантиде / Unterwegs nach Atlantis
- 1980 — Дон Жуан, улица Карла Либкнехта, 78 / Don Juan — Karl-Liebknecht-Str. 78
- 1983 — Сельские Ромео и Джульетта / Romeo und Julia auf dem Dorfe
- 1986 — Сон о Лосе / Der Traum vom Elch
- 1987 — Детство / Kindheit
- 1988 — Актриса / Die Schauspielerin
- 1991 — Сегодня умирают только другие / Heute sterben immer nur die andern
- 1992 — Лгунья / Die Lügnerin